# Los Arcos, Acatlán
Los Arcos är en ort i Mexiko.   Den ligger i kommunen Acatlán och delstaten Hidalgo, i den sydöstra delen av landet, 110 km nordost om huvudstaden Mexico City. Los Arcos ligger 2 140 meter över havet och antalet invånare är 583.
Terrängen runt Los Arcos är platt åt nordost, men åt sydväst är den kuperad. Runt Los Arcos är det tätbefolkat, med 286 invånare per kvadratkilometer. Närmaste större samhälle är Tulancingo, 13,6 km sydost om Los Arcos. Omgivningarna runt Los Arcos är en mosaik av jordbruksmark och naturlig växtlighet.